# Плешак, Сергей Викторович
Сергей Викторович Плешак (род. 24 марта 1970, Ленинград, СССР) — российский композитор, педагог, дирижёр.
Профессор Санкт-Петербургской консерватории имени Н. А. Римского-Корсакова.
Член Союза композиторов Санкт-Петербурга.
Лауреат Премии Правительства Санкт-Петербурга в области культуры и искусства за достижения в области композиторского искусства (2018).

## Творческая биография
Сын композитора Виктора Плешака. Окончил Хоровое училище имени М. И. Глинки и дирижёрско-хоровой факультет Санкт-Петербургской консерватории имени Н. А. Римского-Корсакова. Выдающийся хоровой дирижёр Кудрявцева Елизавета Петровна, в классе которой Сергей Плешак учился в течение 7 лет, определила его дальнейшую творческую судьбу, порекомендовав его в 1993 году в качестве преподавателя кафедры хорового дирижирования родного ВУЗа, а также поддержав его первые композиторские опыты.
Как композитор дебютировал 14 ноября 1999 года в зале Государственной академической капеллы имени М. И. Глинки, где в исполнении концертного хора студии «Преображение» под руководством Ольги Столповских прозвучала песня «Я люблю дождь» для солистки, детского хора и ф-но в 4 руки.
В 2002 году на Всемирных Хоровых Играх (англ. The World Choir Games) в Южной Корее женский вокальный ансамбль «Les Jolies» (Швеция) завоевал золотые медали, исполняя специально для них написанный композитором концерт-мотет «Quid est veritas?».
В 2003 году Сергей Плешак становится лауреатом сразу двух композиторских конкурсов. Он побеждает в «3-м международном конкурсе молодых композиторов. Создание оперы на библейский сюжет» сразу с двумя произведениями — мини-мюзиклом «Адам и Ева» и оперой-мюзиклом «Про Иосифа», получив при этом диплом за лучшее либретто.
В том же году его произведение Searching for the Truth" удостоилось 2-й премии Международного конкурса на лучшее произведение для английского квартета туб «Tubalate» (2003), а также было записано на CD «Hall of Mirrors».
Среди других конкурсных достижений композитора:
Приз зрительских симпатий на конкурсе им. А. П. Петрова (Санкт-Петербург, 2008) за песню «Улетели журавли»;
Приз оркестра «Капелла Таврическая» на конкурсе им. А. П. Петрова (Санкт-Петербург, 2013) за песню «Я знаю любовь»;
3-я премия конкурса «Грани романса» (Санкт-Петербург, 2014) за романс «Метаморфоза»;
1-я премия конкурса «Молодая классика» (Вологда, 2018) за произведение «Смутные сны» на стихи Г. Поженяна для женского (детского) хора a capella;
дипломы различных степеней конкурса композиторов «Русская музыка XXI века для детей и юношества. Хоровая лаборатория» (Санкт-Петербург, 2009, 2010, 2011, 2013, 2014, 2017).
22 сентября 2016 года CREDO Сергея Плешака было исполнено в Берлинской филармонии детским хором LITTLE SINGERS OF ARMENIA
В ноябре 2016 года мюзикл «Золушка» победил в конкурсе IV Международного молодёжного фестиваля музыкальных спектаклей и мюзиклов «Музыкальная перспектива» сразу в трех номинациях — «Лучший музыкальный спектакль», «Лучшая режиссура» и «Лучший автор музыки».
Сергей Плешак активно выступает с мастер-классами и лекциями в различных учебных заведениях России. Среди них  Южно-Уральский государственный институт искусств имени П.И. Чайковского (г.Челябинск), Рязанский музыкальный колледж им. Г. и А. Пироговых, Псковский областной колледж искусств им. Н.А. Римского-Корсакова, Музыкально-педагогический  институт им. М.М. Ипполитова-Иванова (г. Москва), Тверской музыкальный колледж им. М.П.Мусоргского, Музыкальный колледж им. А.Ф. Мурова (г. Новосибирск),  Колледж искусств им. К.Н. Игумнова (г. Липецк),  Тюменский государственный институт культуры, Алтайский институт культуры и искусств (г. Барнаул), Кемеровский государственный институт культуры.
Сергей Плешак постоянно принимает участие в работе жюри различных хоровых конкурсов (в том числе и в качестве председателя) в разных городах России (Великий Новгород, Нижний Новгород, Северодвинск, Тюмень, Глазов, Кемерово, Липецк, Набережные Челны, Печоры, Санкт-Петербург).

## Произведения

### Музыкальный театр
- «Старик Хоттабыч», мюзикл в 2-х действиях по одноимённой сказке Л. Лагина, либретто Николая Голя (2017)[21]
- «С любимыми не расставайтесь», мюзикл в 2-х действиях по одноимённой пьесе А. Володина, либретто Исаака Штокбанта (2020)[22]
- «Гиперболоид инженера Гарина», мюзикл в 2-х действиях по одноимённому роману А. Н. Толстого, либретто Ольги Погодиной-Кузьминой (2021)[23]
- «Синяя птица", мюзикл в 2-х действиях по одноимённой пьесе Мориса Метерлинка, либретто Николая Голя (2023)[24]
- «Тайна третьей планеты», мюзикл в 2-х действиях по мотивам повести Кира Булычева "Путешествие Алисы", сценарий Михаила Смирнова, стихи Николая Денисова (2024)
- «Открой свое сердце», мюзикл в 2-х действиях по мотивам сказки Кейт ДиКамилло «Удивительные приключения кролика Эдварда», либретто Николая Голя (2012)[25] — совместно с Виктором Плешаком

#### Детский музыкальный театр
- «Адам и Ева», мини-мюзикл для солистов, детского хора и ф-но, либретто Николая Голя (2002)[26]
- «Про Иосифа», одноактная опера-мюзикл по мотивам Ветхого завета и романа Т. Манна «Иосиф и его братья», либретто С.Плешака (2002)[27]
- «Подай костыль, Григорий!», одноактная опера-мюзикл по мотивам рассказа Д. Рубиной «Всё тот же сон», либретто Николая Голя (2006)[28]
- «Как Шлемиль в Варшаву ходил», одноактная опера-мюзикл по мотивам рассказов И. Башевиса-Зингера, либретто Николая Голя (2008)[29]
- «Маленький Принц», одноактная опера-мюзикл по мотивам сказки С.Экзюпери, либретто Л.Борухзон (2009)[30]
- «Ловкач Тоди», одноактная опера-мюзикл по мотивам рассказов И. Башевиса-Зингера, либретто Николая Голя (2010)
- «Сказки дядюшки Римуса», одноактная опера-мюзикл по мотивам сказок Дж. Харриса, либретто Николая Голя (2010)[31]
- «Рай для простака», одноактная опера-мюзикл по мотивам рассказов И. Башевиса-Зингера, либретто Николая Голя (2011)[32][33]
- «Соломон и мотылек», одноактная опера-мюзикл по мотивам сказки Р. Киплинга «Мотылек, который топнул ногой», либретто Николая Голя (2012)
- «Потоп», одноактная опера-мюзикл по мотивам Ветхого завета и рассказа И. Башевиса-Зингера, «Почему Ной выбрал голубя», либретто Николая Голя (2013)[34]
- «Снежная королева», одноактная опера-мюзикл по мотивам одноимённой сказки Г. Андерсена, либретто Николая Голя (2014)[35]
- «Колдунья», одноактная опера-мюзикл по мотивам одноимённой пьесы А.Гольдфадена, либретто Николая Голя (2014)
- «Белоснежка и семь гномов», одноактная опера-мюзикл по мотивам одноимённой сказки братьев Гримм, либретто Николая Голя (2015)[36]
- «Золушка», одноактная опера-мюзикл по мотивам одноимённой сказки Ш. Перро, либретто Николая Голя (2015)[37]
- «Людвиг и Тутта», одноактный мюзикл по мотивам книги шведского писателя Яна Улофа Экхольма «Тутта Карлсон Первая и единственная, Людвиг Четырнадцатый и др.», либретто Николая Голя (2016)
- «Волшебник изумрудного города», балет в двух актах (2017)
- «Разыскивается принцесса», одноактный мюзикл по мотивам сказок Г. Андерсена, либретто Евгения Пальцева (2017)[38]
- «Ласточки», мюзикл в двух действиях по мотивам сюжета оперетты «Мадемуазель Нитуш», либретто Евгения Пальцева (2020)[39]
- «Мальчишки», одноактная опера по мотивам повести Л. Кассиля «Дорогие мои мальчишки», либретто Николая Голя (2020)[40]
- «Щелкунчик», одноактная опера по мотивам сказки Э. Т. А. Гофмана «Щелкунчик и Мышиный король», либретто Николая Голя (2022)

### Произведения для оркестра
- «Весна в Петербурге», пьеса для оркестра народных инструментов (2007)
- «Прогулки по Эрмитажу», сюита для симфонического оркестра (2009)[41]

1. «Галерея героев войны 1812 года»
2. «Рыцарский зал»
3. «Испанский зал»,
4."Залы современного искусства"
5. «Вид на Неву»
6. «Вид на Дворцовую площадь»
7. «Бегом по всем залам»
- «Весеннее остинато», пьеса для оркестра народных инструментов (2010)
- «Игра», пьеса для оркестра народных инструментов (2012)
- «Игра», пьеса для симфонического оркестра (2015)

### Хоровая музыка

#### Смешанный хор a cappella
- «Отче наш» (1998)
- Два стихотворения Р. М. Рильке: «Herbsttag» («Осенний день»)[42], «Die Einsamkeit»(«Одиночество»)[43](1999)
- «Veni Creator Spiritus» (1999)[44]
- «Songs of the world», свободная обработка мелодии Йоханнеса Йордана (2005)
- «Гимн Физико-технического института имени А. Ф. Иоффе» (2008)
- «Ангелы опальные», цикл для смешанного хора a capella на стихи поэтов Серебряного века (2018): «Ангелы опальные» (стихи К. Бальмонта), «Осень» (стихи К. Бальмонта), «Под ярмом» (стихи К. Бальмонта), «Прячет месяц за овинами» (стихи С. Есенина), «Челн томленья» (стихи К. Бальмонта), «Багровый и белый» (стихи В. Маяковского)
- «Боголепное Твое снисхождение» (2018)
- «CREDO» (2019)
- «Рождественский кондак», стихи В. Шидловского (2023)
- «Выткался на озере», стихи С. Есенина (2024)

#### Смешанный хор с фортепиано
- «Надежда на встречу», стихи Николая Голя (2018)
- «В холодную пору», стихи Иосифа Бродского (2021)

Смешанный хор с симфоническим оркестром
- «Надежда на встречу», стихи Николая Голя (2019)
- Финал мюзикла «Синяя птица", стихи Николая Голя (2024)

#### Женский хор a cappella
- «Хор кукушек на могиле барокко» (1999)
- «Херувимская песнь» (1999)
- Месса: Kyrie, Gloria, Credo, Sanctus, Benedictus, Agnus Dei (2000)
- «Quid est veritas» (Что есть истина?"), концерт-мотет на тексты латинских крылатых изречений (2002)[45]
- «4 духовных хора»: «Богородице Дево», «Достойно есть», «Тебе поем», «Отче наш» (2010)
- «Плач Богородицы», духовный концерт (2012)
- «Смутные сны», на стихи Григория Поженяна (2018)
- «Белая ночь», на стихи Полины Плешак и Сергея Плешака (2019)

#### Женский хор с фортепиано
- «Ненависть и любовь к дождю», диптих для женского (детского) хора, солистов и фортепиано, стихи автора (1999):  «Ich hasse den Regen» («Я ненавижу дождь»), «Ich liebe den Regen» («Я люблю дождь»)
- «Волхвы забудут адрес твой», на стихи Иосифа Бродского (2001)
- «Ветер», на стихи Аркадия Краснорецкого (2002)
- «Во саду ли, в огороде», фантазия на народную тему (2002)
- «Улетели журавли», на стихи Елены Благининой (2006)
- «В холодную пору», на стихи Иосифа Бродского (2008)[46]
- «Плач Богородицы», духовный концерт для женского хора и виолончели (2012)
- «Осенний маскарад» на стихи Олега Сердобольского (2014)
- «Надежда на встречу», на стихи Николая Голя (2018)
- «Предчувствие», на стихи Григория Поженяна, переложение Юлии Давыдовой (2018)
- «Библейские мудрости», кантата по мотивам Экклезиаста, стихи Николая Голя (2022)

Женский (детский) хор с симфоническим оркестром
- Финал мюзикла "Маленький принц", стихи Любови Борухзон (2015)
- "Гром", стихи Олега Сердобольского (2015)
- «Во саду ли, в огороде», фантазия на народную тему (2015)[47]
- «Надежда на встречу», на стихи Николая Голя (2019)
- Финал мюзикла "Белоснежка", стихи Николая Голя (2021)
- Финал мюзикла «Синяя птица", стихи Николая Голя (2023)[48]
- "Улетели журавли", стихи Елены Благининой (2024)[49]

Женский (детский) хор с оркестром русских народных инструментов
- «Во саду ли, в огороде», хоровая фантазия на тему русской народной песни (2023)[50]
- "Коза играла на баяне", стихи Олега Сердобольского (2023)[51]

#### Детский хор с фортепиано
- 10 детских песен (2000):

Птичка (стихи А.Пчельниковой); Мишки-попрошайки (стихи М.Моравской); Сова (стихи М.Моравской); В деревне (стихи В.Морица); Брошенный щенок (стихи М.Моравской); Два барана (стихи В.Мирович); Ослик-лопоушка (стихи В.Мирович); Жадный гусь (стихи Н.Агнивцева); Муравьи (стихи О.Мандельштама); Песенка о зайце (стихи С.Федорченко);
- «Звери печальные и весёлые», кантата для детского хора, чтеца и фортепиано, либретто автора (2001)
- «Прощальная кантата выпускников школы № 636» для детского хора, чтеца и фортепиано, стихи Александры Наливкиной (2003)
- «Маленькая песенная симфония с топаньем, хлопаньем и лаем» или Цикл детских песен на стихи Олега Сердобольского (2003)[52]:

1."Батут и тамтам"; 2."Говорящий сверчок"; 3."Злая собака"; 4."Фигли-мигли";
- «Кот лета», стихи Б.Заходера для солистов, детского хора, флейты, ксилофона и ф-но (2005)
- «Вторая песенная симфония (с поворотами головы)» на стихи Олега Сердобольского (2007):1."Работа короля"; 2."Сороконожки"; 3."Туда-сюда"; 4."Лето";
- «Пушка. Белка. Шоколад», сюита на стихи Олега Сердобольского (2008):

1.Пушка; 2.Совята; 3.Белка; 4.Шоколад; 5.Дождик; 6.Ветер-невидимка; 7.Хрюши и Нюши; 8. Собачий марш
- Две песни на стихи Олега Сердобольского (2009)
- «У скворца дворец», «Готов Сардинец»
- «Песня о Царском Селе», стихи Н. Метелёва (2010)
- «Семь песен» на стихи Олега Сердобольского (2011):

1. «Чашка и чайник»; 2."Небесный зоосад"; 3."В магазине"; 4."Лягушки хохочут";
5. «Стрекоза»; 6. «Крякали уточки»; 7. «Гром»
- «Шесть песен» на стихи Олега Сердобольского (2011): «Гречневая каша»; «Дудочка»; «Солдатик оловянный»; «Тихий час»; «Коза играла на баяне»; «Две шапки»
- Три песни на стихи Олега Сердобольского (2014) 1."Моль" 2. «Почему у птички» 3. «Ошибка»

#### Инструментальные сочинения
- «Весенняя песенка», пьеса для фортепиано в 4 руки (2001)
- «Searching for the Truth» («В поисках истины»), фантазия для квартета туб (2003)
- «Музыкальный путеводитель по Эрмитажу», сюита для начинающих трубачей и пианистов (2003)
- Цикл фортепианных пьес для самых маленьких (2005)
- Прелюдия для фортепиано (2006)
- "Мелодия из мюзикла «Маленький принц» для трубы и фортепиано (2010)
- «Rondo quasi sonata» для флейты и фортепиано (2011)[53]
- «Полифонический дуэт» для фортепиано (2011)
- Три пьесы для гобоя и фортепиано: «Мелодия», «Ночная греза», «Песня джина»
- «Ostinato misterioso»[54] для гобоя и фортепиано (2015)

#### Вокальные сочинения
- «Alles bleibt beim alten» («Всё останется, как было»), на собственные стихи (1999)
- «Сны и тени», на стихи Афанасия Фета (2003)[55]
- «Сказав, что я люблю», на собственные стихи (2009)
- «Вспоминайте», на стихи Николая Голя (2011)[56]
- «Предчувствие», на стихи Григория Поженяна (2011)
- «Два шуточных дуэта с посвящениями», на стихи Олега Сердобольского (2011)[57]
- «Я знаю любовь», на стихи Николая Голя (2013)[58]
- «Метаморфоза», на стихи Олега Сердобольского (2014)[59]
- «Весь ты мой», на стихи Мирры Лохвицкой (2015)
- «В эту ночь», на стихи Максимилиана Волошина (2015)
- «Ветер с Невы», на стихи Николая Рубцова (2020)